# むすひ
むすひは、神道における観念で、天地・万物を生成・発展・完成させる霊的な働きのことである。産霊、産巣日、産日、産魂などの字が宛てられる。

## 概説
「むす（産）」は「うむす（産むす）」の「う」が取れたものとされ、自然に発生するといった意味がある。「苔生す（こけむす）」の「生す」も同根である。「ひ（霊）」は霊的・神秘的な働きのことである。神道においては、万物は「むすひ」の働きによって生じ、発展すると考える。神道において重要な観念の一つであり、その意義は江戸時代以降の国学者によって論じられた。
「むすひ」を神名に含む神は多数おり、いずれも「むすひ」の働きをする神と考えられる。
造化三神の中にタカミムスビとカミムスビの2神がいる。タカミムスヒはアマテラスが天岩戸に隠れた時に諸神に命じてアマテラスを帰還させており、カミムスヒは殺されたオオナムヂを蘇生させている。これらのことから、むすひの神には衰えようとする魂を奮い立たせる働き（すなわち生命力の象徴）があるとされたことがわかる。
宮中で祀られていた宮中八神のうち5神にも、神名に「むすひ」が含まれている。うち2神は神産日神（かみむすひ-）と高御産日神（たかみむすひ-）で、あとは玉積産日神（たまつめむすひ-）、生産日神（いくむすひ-）、足産日神（たるむすひ-）である。玉積産日神は『古語拾遺』の「魂留産霊」と同神で、「たまつめ（たまとめ）」は魂を体に留める（鎮魂）という意味である。生産日神の「いく」は「いき（生き、息）」と同根で、むすひの働きを賛える語である。足産日神の「たる」は、その働きが満ち溢れている（足りている）様子を示す。
カグツチの別名に「ホムスビ（火産霊）」がある。イザナミは火の神カグツチを生んだことで陰部を火傷して亡くなった。それを怒ったイザナギはカグツチを斬り殺すが、その際に多数の神が化生している。多数の神を生み出す神ということで「むすひ」の神なのであるが、ここから「むすひ」の、死んでもなお多くの命を生み出すという、生命の連続性の象徴という意味が見えてくる。同様のことは、『日本書紀』におけるワクムスビにも見られる。ワクムスビも死んでから多数の穀物などを生み出している。

## 一覧
- 高御産巣日神
- 神産巣日神
- 津速産霊神
- 安牟須比命
- 己己都牟須比命
- 生産日神
- 足産日神
- 玉積産日神
- 和久産巣日神
- 火産霊